# Postulateur

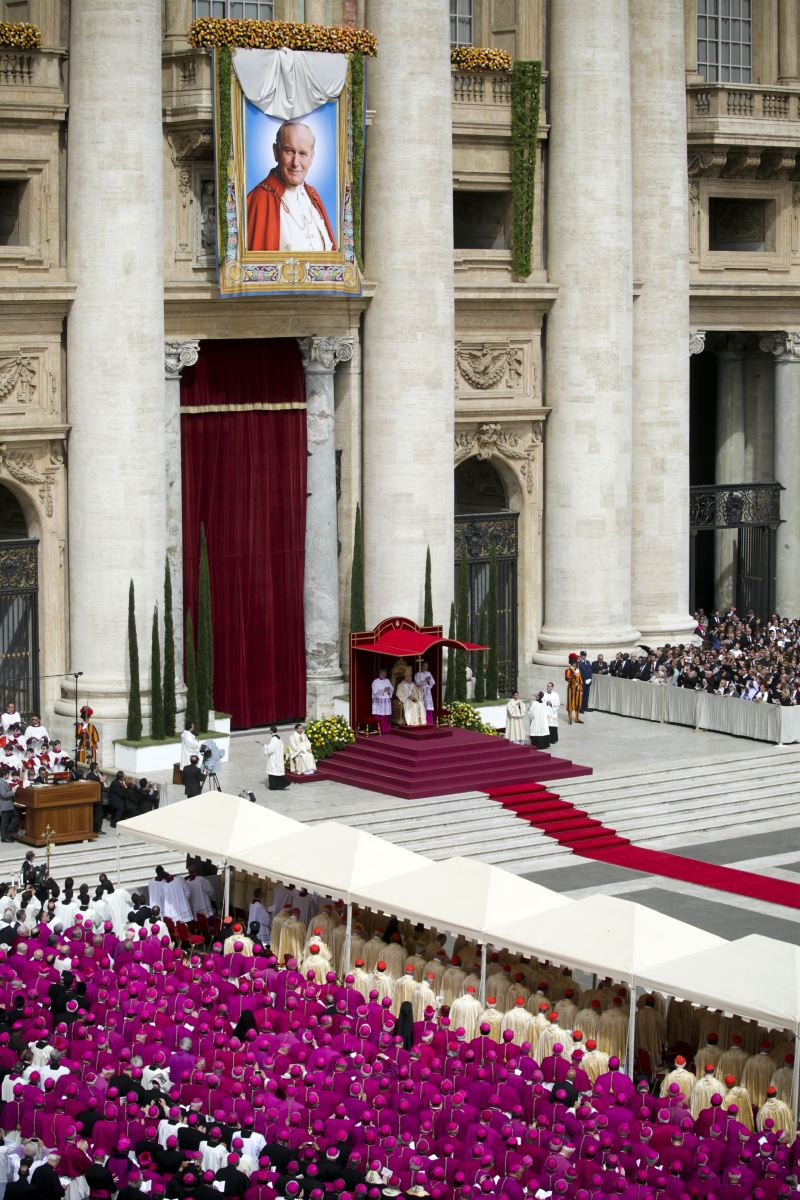
Béatification de Jean Paul II

Dans le langage juridique de l’Église catholique, le postulateur est la personne qui est chargée d’évaluer la dévotion qui s’est développée autour d’une personne dont la vie est populairement considérée comme chrétiennement exemplaire, en étudier la vie et les écrits pour en guider la cause de béatification ou canonisation par le processus juridique établi par l'Église catholique. 
Rôle, fonctions et qualifications requises d’un postulateur sont énoncées dans les ‘Normes à observer dans les enquêtes diocésaines en vue d’une canonisation’, une instruction en vigueur depuis le 7 février 1983. Tout corps constitué de l’Église (diocèse, congrégation religieuse, etc ) souhaitant porter sur les autels une cause particulière peut nommer comme postulateur quiconque, clerc ou non, qui est compétent en théologie, droit canonique et histoire et au fait de la manière de procéder de la Congrégation pour les causes des saints, sous réserve de l'approbation de l'évêque. 
Les grands ordres religieux, tels que les Franciscains, les Dominicains et les Jésuites, ont souvent leur propre postulateur général qui agit pour les requérants dans des causes diverses plus ou moins associées à l’Ordre religieux auquel il appartient. Ils ont ainsi acquis une réputation d’expertise dans ce domaine. D’ailleurs, au dernier stade de la procédure il est important que le postulateur réside à Rome, en effet puisque ce fait est favorable à la cause, le postulateur général réside souvent au siège généralice de son ordre (c'est-à-dire son quartier général). Si nécessaire il peut se faire seconder par un 'vice-postulateur’ au niveau du diocèse.

## Fonctions du postulateur
Le premier devoir du postulateur est de  mener une enquête approfondie sur la vie du candidat à la béatification. Le postulateur a également la responsabilité d'administrer les fonds collectés pour la cause. Comme tous ceux qui prennent part de manière officielle à la promotion d’une cause, le postulateur devra prêter serment promettant qu’il remplira fidèlement son devoir dans la plus stricte confidentialité.

## Rôle du postulateur
Un postulateur, mandaté par le pétitionnaire, initie une cause en présentant à l'évêque du diocèse où le candidat à la béatification est mort, une pétition officielle avec documentation à l'appui. Cette documentation inclut (1) une biographie sommaire du candidat, ou du moins les étapes chronologiques de sa vie, avec ce qui suggère une pratique plus qu’ordinaire (dite ‘héroïque’) des vertus chrétiennes, la sainteté de sa vie, ou éventuellement son martyre : tout ce qui justifie une béatification.  (2) une liste des écrits connus (même si non publiés) du candidat  Et (3) une liste de personnes qui peuvent contribuer à témoigner de l’authenticité des vertus du candidat comme de sa réputation de sainteté ou de signes accomplis par son intercession (des ‘miracles’).
L'évêque décide s'il accepte la requête. Si acceptée, la cause doit être discutée avec les évêques des diocèses voisins et autres, particulièrement ceux où le candidat aurait œuvré et vécu. L’ouverture du ‘procès’ est alors rendue publique et médiatisée afin que toute personne ayant des informations pertinentes puisse se faire connaitre. 
Les écrits du candidat sont examinés pour s’assurer qu’ils ne présentent pas de difficultés théologiques et sont conformes à la doctrine chrétienne. À chaque étape si des problèmes se présentent il appartient au postulateur de les résoudre. Le postulateur est celui qui ‘instruit’ la cause, en vue d’une décision que prendra l’autorité ecclésiastique compétente.  
Une fois ces préliminaires accomplis il revient à l’évêque d‘ouvrir officiellement la phase diocésaine du procès avec double enquête, la première sur la vie et les vertus ‘héroïques', ou martyre, du candidat, et l’autre sur les signes ordinaires (dévotion populaire) ou extraordinaires (miracles qu’on lui attribue) militant en faveur du candidat à la béatification. 
Le Postulateur identifie les témoins pertinents, mais n'est pas lui-même autorisé à témoigner.  
Lorsque l'évêque - ou plus souvent son délégué - a terminé ces enquêtes, le Postulateur a le droit d'examiner le dossier officiel et éventuellement le compléter. Le dossier de l'enquête avec toute la documentation pertinente est envoyée à la Congrégation pour les causes des saints. Le postulateur doit résider à Rome pour la poursuite de la cause. Elle peut éventuellement passer entre les mains d’un ‘Postulateur général’.